# Maple Leaf Gardens
Il Maple Leaf Gardens è un impianto sportivo situato all'angolo nord-ovest di Carlton Street e Church Street a Toronto, Canada. L'edificio è stato costruito inizialmente come arena per ospitare partite di hockey su ghiaccio, ma da allora è stato riadattato anche per altri usi. Oggi il Maple Leaf Gardens è una struttura polivalente: sono adibiti per esempio degli spazi commerciali della catena Loblaws.
Considerata una delle "cattedrali" dell'hockey su ghiaccio, è stata casa dei Toronto Maple Leafs della National Hockey League dal 1931 al 1999. I Leafs hanno vinto 11 Stanley Cup dal 1932 al 1967 durante la permanenza al Maple Leaf. Il primo NHL All-Star Game, anche se non ufficiale, si è tenuto presso i Gardens nel 1934. Il primo evento ufficiale del National Hockey League All-Star Game invece si è svolto nel 1947, sempre presso il Maple Leaf Gardens.
Ha ospitato inoltre i Toronto Huskies dal 1946 al 1947 nella loro unica stagione nella Basketball Association of America (precursore dell'odierna NBA), il Toronto Marlboro della Ontario Hockey League, la Toronto Toros del World Hockey Association (1974-1976), i Toronto Blizzard della North American Soccer League (1980-1982) e il Toronto Rock della National Lacrosse League (1999- 2000). I Buffalo Braves della NBA hanno giocato un totale di 16 partite di stagione regolare al Maple Leaf Gardens dal 1971 al 1975. Si sono disputate anche sei partite dei Toronto Raptors dal 1997 al 1999, dovute all'indisponibilità dello SkyDome.
Il 2 aprile 1957 si organizzò uno dei pochi concerti al di fuori degli Stati Uniti di Elvis Presley. Nel 1972, il Maple Leaf Gardens ospitò due partite delle famose Summit Series tra Canada e URSS. La nazionale canadese si impose per 4-1.